# Viettesia bella
Viettesia bella là một loài bướm đêm thuộc phân họ Arctiinae, họ Erebidae.